# Cantharis rufa
Cantharis rufa är en skalbaggsart som beskrevs av Carl von Linné 1758. Cantharis rufa ingår i släktet Cantharis, och familjen flugbaggar. Arten är reproducerande i Sverige.

## Bildgalleri

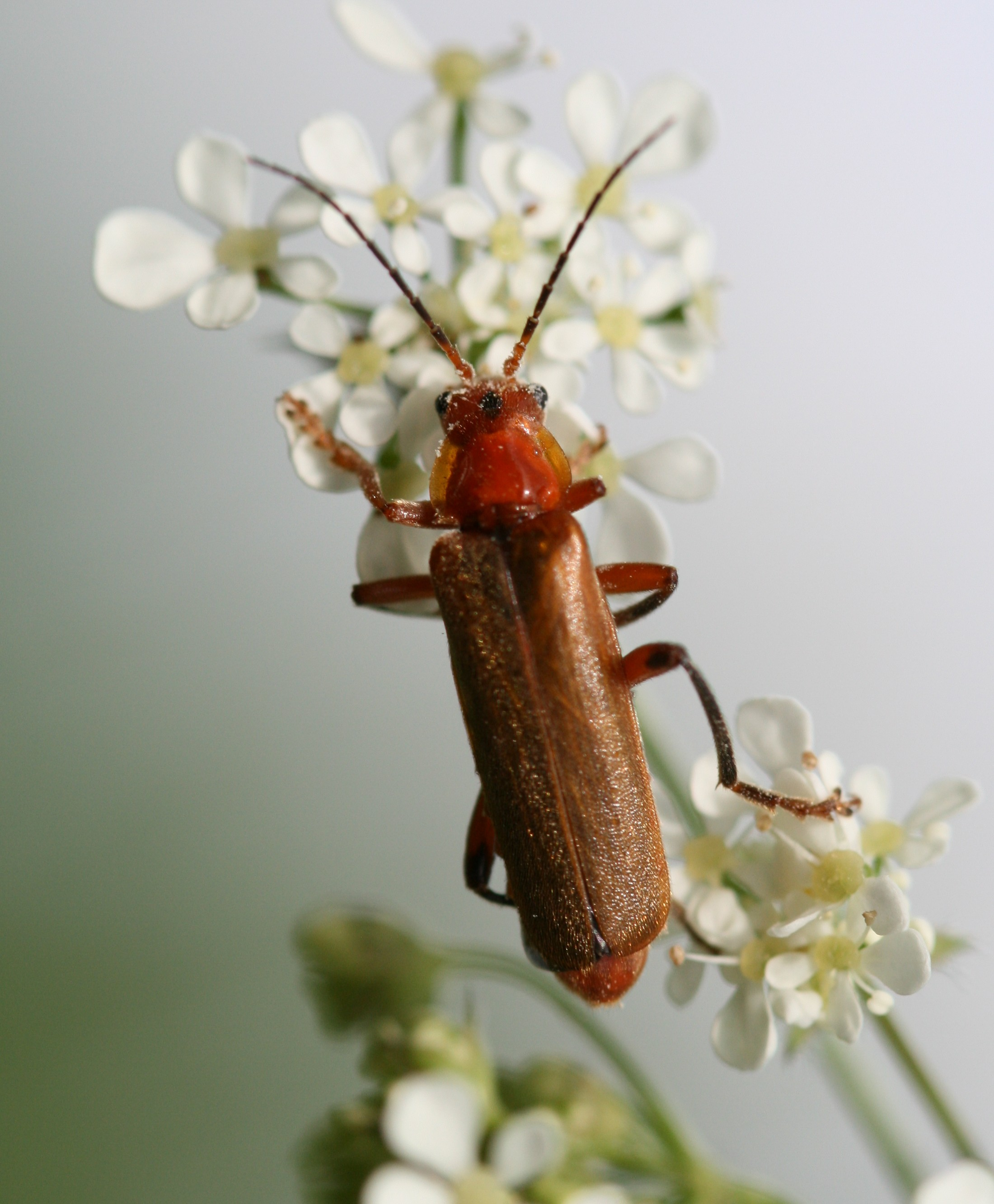